# Bỏ rơi trẻ em
Bỏ rơi trẻ em hay bỏ con là hành vi từ bỏ quyền lợi và yêu sách đối với con của mình một cách bất hợp pháp với mục đích không bao giờ tiếp tục hoặc tái khẳng định quyền giám hộ đối với chúng. Thông thường, cụm từ được sử dụng để mô tả việc bỏ rơi một đứa trẻ, nhưng nó cũng có thể bao gồm các trường hợp bỏ bê và bỏ rơi tình cảm nghiêm trọng, chẳng hạn như trong trường hợp cha mẹ không cung cấp hỗ trợ tài chính và tình cảm cho con trong một thời gian dài. Bỏ rơi con có liên quan đến khái niệm trẻ mồ côi, vì nó đề cập đến việc cha mẹ để một đứa trẻ dưới 12 tháng ở nơi công cộng hoặc riêng tư với mục đích chấm dứt việc chăm sóc đứa trẻ hoặc do gia cảnh không có điều kiện hoặc thiếu thốn để nuôi con. 
Trong hầu hết các trường hợp, bỏ rơi trẻ em được phân loại theo một phần của các đạo luật lạm dụng trẻ em và bị trừng phạt với một trọng tội. Sau các cáo buộc trọng tội, một hoặc cả hai người giám hộ từ bỏ quyền của cha mẹ đối với đứa trẻ do đó cắt đứt mối quan hệ của họ với đứa trẻ.  Một số tiểu bang cho phép khôi phục quyền của cha mẹ, trong trường hợp đó cha mẹ có thể có mối quan hệ với đứa trẻ một lần nữa.  Tuy nhiên, không có khả năng cha mẹ có thể lấy lại quyền nuôi con. Người bỏ rơi con mình còn có thể bị buộc tội hình sự nếu để con chết do hành động hoặc sự bỏ bê của họ.